# واين اندروز (مؤرخ)
واين اندروز (بالإنجليزية: Wayne Andrews)‏ هو مؤرخ أمريكي، ولد في 1913 في كنيلورث في الولايات المتحدة، وتوفي في 17 أغسطس 1987 في باريس في فرنسا.